# Txomin Larrainzar
Domingo Larrainzar Santamaría, (nacido 8 de septiembre de 1969 en Pamplona) es un exfutbolista español que actuaba en la posición de defensa. En sus inicios fue conocido como Larrainzar I, al coincidir en el primer equipo de Osasuna con su hermano Iñigo Larrainzar, Larrainzar II.

## Clubes
| Club             | País              | Año       |
| ---------------- | ----------------- | --------- |
| Osasuna Promesas | Bandera de España | 1988-1990 |
| Osasuna          | Bandera de España | 1988-1996 |
| Málaga CF        | Bandera de España | 1996-2002 |
| Levante UD       | Bandera de España | 2002-2003 |